# Gmina Veliko Trojstvo
Veliko Trojstvo – gmina w Chorwacji, w żupanii bielowarsko-bilogorskiej.

## Miejscowości i liczba mieszkańców (2011)
- Ćurlovac - 261
- Dominkovica - 50
- Grginac - 231
- Kegljevac - 63
- Maglenča - 316
- Martinac - 158
- Paulovac - 125
- Malo Trojstvo - 99
- Veliko Trojstvo - 1197
- Višnjevac - 116
- Vrbica - 125